# Gomółki

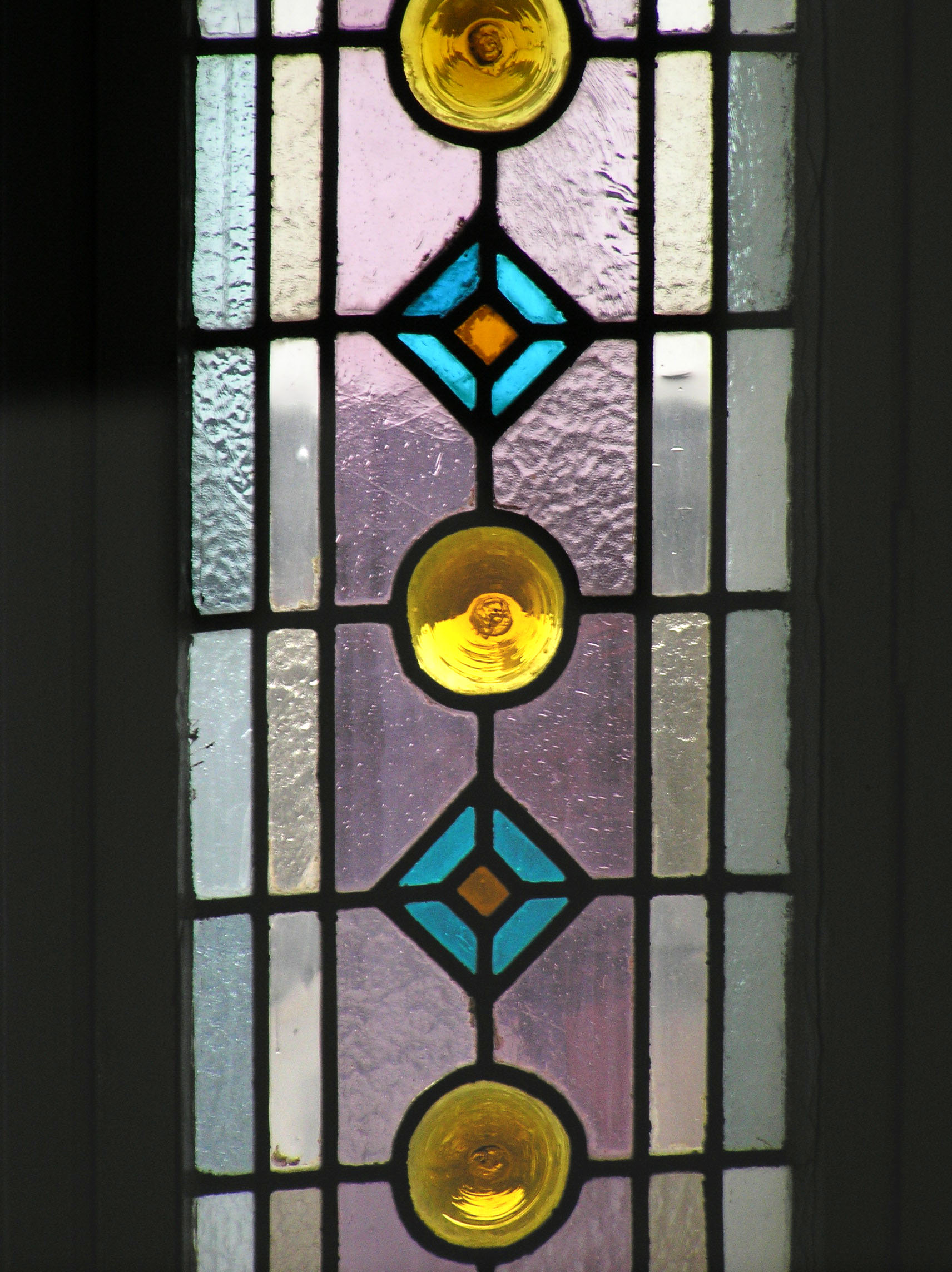
Gomółki jako elementy witraża z przełomu XIX i XX w.

Gomółki – niewielkie, najczęściej okrągłe szybki stosowane do szklenia okien, łączone ołowiem. Mają charakterystyczny kształt krążków o koncentrycznych nierównościach i zgrubieniu pośrodku, zwanym pępkiem. Były już znane w średniowieczu, w Polsce powszechne od drugiej połowy XV i w ciągu XVI w. Stosowane do dzisiaj w celach dekoracyjnych (np. jako element witraży).